# الزهراء (مكة المكرمة)
حي الزهراء، أحد أحياء مكة المكرمة وهو حي سكني تابع لبلدية العتيبية يحده من الشمال حي الضيافة ومن الجنوب حي المسفلة ومن الشرق حي الغزة ومن الغرب حي النزهة.

## النطاق الجغرافي
يتبع حي الزهراء لبلدية العتيبية التي تمتد من شارع "الحج" مع امتداد الطريق الدائري الثالث عبر المنفذ حتى سوق "الحجاز" شمالاً، إلى أنفاق السليمانية" حتى تقاطع شارع " المنصور" مع طريق "أم القرى" جنوباً، ومن السليمانية" وجبل "السيدة" شرقاً، إلى مخطط "الصبان"، ومخطط :القزاز" غرباً، وتضم تسعة أحياء منها: حي "الحجون"، وحي "الأندلس"، وحي "العتيبية"، وحي "البيبان"، وحي "الشهداء"، وحي "الزهراء"، وحي "النزهة"، وحي "الضيافة"، وحي "الزاهر".

## عدد السكان
يبلغ عدد سكان الزهراء 42050 نسمة وهو يمثل نسبة 3% من سكان مدينة مكة المكرمة 

## المساحة
مساحة حي الزهراء 1.53 كم2 وهو يمثل 0.1% بالنسبة لمساحة مدينة مكة المكرمة 

### المناخ
كما هو في أحياء مكة يسود المناخ الصحراوي الحار مع مناخ جاف نسبياً، وترتفع درجة حرارتها كثيراً في فصل الصيف إلى ما يقارب 47° مئوية، أما في فصل الشتاء يكون دافئ وتترواح درجة الحرارة بين 25° مئوية نهاراً و17° مئوية ليلاً.
| البيانات المناخية لـمكة           | البيانات المناخية لـمكة | البيانات المناخية لـمكة | البيانات المناخية لـمكة | البيانات المناخية لـمكة | البيانات المناخية لـمكة | البيانات المناخية لـمكة | البيانات المناخية لـمكة | البيانات المناخية لـمكة | البيانات المناخية لـمكة | البيانات المناخية لـمكة | البيانات المناخية لـمكة | البيانات المناخية لـمكة | البيانات المناخية لـمكة |
| الشهر                             | يناير                   | فبراير                  | مارس                    | أبريل                   | مايو                    | يونيو                   | يوليو                   | أغسطس                   | سبتمبر                  | أكتوبر                  | نوفمبر                  | ديسمبر                  | المعدل السنوي           |
| --------------------------------- | ----------------------- | ----------------------- | ----------------------- | ----------------------- | ----------------------- | ----------------------- | ----------------------- | ----------------------- | ----------------------- | ----------------------- | ----------------------- | ----------------------- | ----------------------- |
| الدرجة القصوى °م (°ف)             | 37.0 (98.6)             | 38.3 (100.9)            | 42.0 (107.6)            | 44.7 (112.5)            | 49.4 (120.9)            | 49.4 (120.9)            | 49.8 (121.6)            | 49.6 (121.3)            | 49.4 (120.9)            | 46.8 (116.2)            | 40.8 (105.4)            | 37.8 (100.0)            | 49.8 (121.6)            |
| متوسط درجة الحرارة الكبرى °م (°ف) | 30.2 (86.4)             | 31.4 (88.5)             | 34.6 (94.3)             | 38.5 (101.3)            | 41.9 (107.4)            | 43.7 (110.7)            | 42.8 (109.0)            | 42.7 (108.9)            | 42.7 (108.9)            | 39.9 (103.8)            | 35.0 (95.0)             | 31.8 (89.2)             | 37.9 (100.3)            |
| المتوسط اليومي °م (°ف)            | 23.9 (75.0)             | 24.5 (76.1)             | 27.2 (81.0)             | 30.8 (87.4)             | 34.3 (93.7)             | 35.7 (96.3)             | 35.8 (96.4)             | 35.6 (96.1)             | 35.0 (95.0)             | 32.1 (89.8)             | 28.3 (82.9)             | 25.5 (77.9)             | 30.7 (87.3)             |
| متوسط درجة الحرارة الصغرى °م (°ف) | 18.6 (65.5)             | 18.9 (66.0)             | 21.0 (69.8)             | 24.3 (75.7)             | 27.5 (81.5)             | 28.3 (82.9)             | 29.0 (84.2)             | 29.3 (84.7)             | 28.8 (83.8)             | 25.8 (78.4)             | 22.9 (73.2)             | 20.2 (68.4)             | 24.6 (76.2)             |
| أدنى درجة حرارة °م (°ف)           | 11.0 (51.8)             | 10.0 (50.0)             | 13.0 (55.4)             | 15.6 (60.1)             | 20.3 (68.5)             | 22.0 (71.6)             | 23.4 (74.1)             | 23.4 (74.1)             | 22.0 (71.6)             | 18.0 (64.4)             | 16.4 (61.5)             | 12.4 (54.3)             | 10.0 (50.0)             |
| معدل هطول الأمطار مم (إنش)        | 20.6 (0.81)             | 1.4 (0.06)              | 6.2 (0.24)              | 11.6 (0.46)             | 0.6 (0.02)              | 0.0 (0.0)               | 1.5 (0.06)              | 5.6 (0.22)              | 5.3 (0.21)              | 14.2 (0.56)             | 21.7 (0.85)             | 21.4 (0.84)             | 110.1 (4.33)            |
| متوسط أيام هطول الأمطار           | 4.1                     | 0.9                     | 2.0                     | 1.9                     | 0.7                     | 0.0                     | 0.2                     | 1.6                     | 2.3                     | 1.9                     | 3.9                     | 3.6                     | 23.1                    |
| متوسط الرطوبة النسبية (%)         | 58                      | 54                      | 48                      | 43                      | 36                      | 33                      | 34                      | 39                      | 45                      | 50                      | 58                      | 59                      | 46                      |
| المصدر:                           |                         |                         |                         |                         |                         |                         |                         |                         |                         |                         |                         |                         |                         |

## الخدمات الترويحية للسكان في الحي
لا توجد في الزهراء

## انظر ايضاً
- مكة المكرمة

## وصلات خارجية
- أحياء مكة القديمة
- العاصمة المقدسة.